# Neuhaus am Rennweg
Neuhaus am Rennweg é uma cidade da Alemanha localizada no distrito de Sonneberg, estado da Turíngia.  Os antigos municípios de Lichte e Piesau foram incorporados em janeiro de 2019.
A cidade de Neuhaus am Rennweg é a Erfüllende Gemeinde (português: municipalidade representante ou executante) dos municípios de Goldisthal, Scheibe-Alsbach e Siegmundsburg.